# 药物非临床研究质量管理规范
药物非临床研究品質管理规范(英语：Good Laboratory Practice, 简称GLP)，指非临床研究的试验领域中专门为研究机构和实验室所制定的品質管控规范。它用于指导科研机构在实验时确保化学物质和药品的可靠性、品質、持续性、可量产性等指标。多个国家针对研制安全、有效的药物有相应的指令性文件，旨在确保研究实验的品質和实验数据的可靠，以及实验的安全性，保障公众的用药安全。
1972年，丹麦和新西兰最早推出相关规范，但影响不大。美国食品和药品管理局于1976年1月19日颁布了GLP，并于1979年6月20日生效。1983年，美国环境保护署也颁布了自己的GLP。此后，许多国家纷纷制定自己的强制性GLP规定。
1992年，经济合作与发展组织（OECD）也规定了有关方面的标准。这个组织帮助将这种规范推广给其他国家，中华人民共和国在多年沿用美国技术标准之后，于1994年参照美国GLP制定了自己的GLP，并于1999年加以修订。
自1987年开始，欧盟针对GLP也下达了两次指示，在2004年的时候更新了一次条款。